# جیمی راس

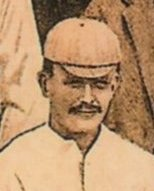
جیمی راس در سال ۱۸۸۸

جیمی راس (انگلیسی: Jimmy Ross; ۲۸ مارس ۱۸۶۶ – ۱۲ ژوئن ۱۹۰۲) بازیکن فوتبال اهل اسکاتلند بود  که در دوره ویکتوریا بازی می‌کرد. وی در ادینبرا به‌دنیا آمد.
از باشگاه‌هایی که در آن بازی کرده‌است می‌توان به باشگاه فوتبال پرستون نورث اند، باشگاه فوتبال منچستر سیتی، باشگاه فوتبال برنلی، و باشگاه فوتبال لیورپول اشاره کرد.